# Николая Островского
Николая Островского — посёлок в Ейском районе Краснодарского края. Входит в состав Ейского сельского поселения.

## География

### Улицы
- пер. Парковый,
- пер. Школьный,
- ул. Новая,
- ул. Центральная

## Население
| 2002 | 2010 |
| ---- | ---- |
| 536  | ↘478 |